# Psi (parapsychologie)
Pour les articles homonymes, voir Psi.
Psi est un terme relevant du domaine de la parapsychologie et désignant un phénomène qui mettrait en jeu le psychisme et son interaction avec l'environnement. Il provient de la vingt-troisième lettre de l'alphabet grec Psi du grec psyche signifiant « esprit, âme »,. Il est traditionnellement divisé en deux sous-catégories : 
- « Psi-Gamma » ou « Psi réceptif » concerne la connaissance paranormale (perceptions extra-sensorielles, seconde vue, etc.)
- « Psi-Kappa » ou « Psi projectif » concerne l'action paranormale (psychokinèse, etc.)[2]

Ce terme a été inventé par le biologiste Benjamin P. Wiesner et utilisé pour la première fois par le psychologue Robert Thouless (en) dans un article de 1942 publié dans le British Journal of Psychology. « Psi » a été proposé par Thouless et Wiesner comme un moyen non théorique de désigner les perceptions extra-sensorielles et la psychokinèse, ces deux phénomènes, facettes différentes d'un pouvoir unique selon eux, étant régulièrement critiqués quant à l'origine réelle de leur manifestation et étant surchargés de connotations implicites (notamment l'âme).
Certains phénomènes seraient mixtes, tel le supposé pouvoir de Ted Serios (en) de projeter ses images mentales sur la pellicule photographique.

## Source
- (en) Cet article est partiellement ou en totalité issu de l’article de Wikipédia en anglais intitulé « Psi (parapsychology) » (voir la liste des auteurs).